# Liste der Bodendenkmäler in Beratzhausen
Auf dieser Seite sind die Bodendenkmäler in dem Oberpfälzer Markt Beratzhausen zusammengestellt. Diese Tabelle ist eine Teilliste der Liste der Bodendenkmäler in Bayern. Grundlage ist die Bayerische Denkmalliste, die auf Basis des Bayerischen Denkmalschutzgesetzes vom 1. Oktober 1973 erstmals erstellt wurde und seither durch das Bayerische Landesamt für Denkmalpflege geführt wird. Die folgenden Angaben ersetzen nicht die rechtsverbindliche Auskunft der Denkmalschutzbehörde.

## Bodendenkmäler in Beratzhausen

### Gemarkung Beilnstein
| Lage                  | Objekt                                                          | Akten-Nr.     | Bild |
| --------------------- | --------------------------------------------------------------- | ------------- | ---- |
| Beilnstein (Standort) | Bärenhöhle (H 6) mit neolithischen und latènezeitlichen Funden. | D-3-6936-0035 |      |
| Beilnstein (Standort) | Vorgeschichtlicher Bestattungsplatz mit Grabhügeln.             | D-3-6936-0036 |      |

### Gemarkung Beratzhausen
| Lage                    | Objekt | Akten-Nr.     | Bild |
| ----------------------- | --- | ------------- | ---- |
| Beratzhausen (Standort) | Mittelalterlicher Burgstall. | D-3-6836-0001 |      |
| Beratzhausen (Standort) | Abschnittsbefestigung des Frühmittelalters. | D-3-6836-0002 |      |
| Beratzhausen (Standort) | Endpaläolithische und mesolithische Freilandstationen, Siedlungen der Jungsteinzeit (Altheimer Kultur, Chamer Kultur) und der Latènezeit.                                                                      | D-3-6836-0004 |      |
| Beratzhausen (Standort) | Endpaläolithische und mesolithische Freilandstation, Siedlung der Hallstattzeit und der Latènezeit. | D-3-6836-0005 |      |
| Beratzhausen (Standort) | Abgegangenes spätmittelalterliches Hammerwerk. | D-3-6836-0074 |      |
| Beratzhausen (Standort) | Abri mit mesolithischen und neolithischen Funden. | D-3-6936-0002 |      |
| Beratzhausen (Standort) | Mesolithische Freilandstation. | D-3-6936-0004 |      |
| Beratzhausen (Standort) | Vorgeschichtlicher Bestattungsplatz mit verebneten Grabhügeln. | D-3-6936-0037 |      |
| Beratzhausen (Standort) | Archäologische Befunde des Mittelalters und der frühen Neuzeit im Bereich der historischen Marktsiedlung Beratzhausen.                                                                                         | D-3-6936-0108 |      |
| Beratzhausen (Standort) | Archäologische Befunde und Funde der frühen Neuzeit im Bereich der katholischen Filial- und Wallfahrtskirche Maria-Hilf in Beratzhausen, darunter die Spuren von Vorgängerbauten bzw. älteren Bauphasen.       | D-3-6936-0109 |      |
| Beratzhausen (Standort) | Archäologische Befunde und Funde im Bereich der katholischen Filialkirche und Friedhofskapelle St. Sebastian in Beratzhausen, darunter die Spuren von Vorgängerbauten bzw. älteren Bauphasen.                  | D-3-6936-0110 |      |
| Beratzhausen (Standort) | Archäologische Befunde des Mittelalters und der frühen Neuzeit im Bereich der katholischen Pfarrkirche St. Peter und Paul in Beratzhausen, darunter die Spuren von Vorgängerbauten bzw. älterer Bauphasen.     | D-3-6936-0111 |      |
| Beratzhausen (Standort) | Archäologische Befunde des Mittelalters und der frühen Neuzeit im Bereich des ehemaligen Schlosses in Beratzhausen, darunter die Spuren von Vorgängerbauten bzw. älterer Bauphasen.                            | D-3-6936-0112 |      |
| Beratzhausen (Standort) | Archäologische Befunde der mittelalterlichen und frühneuzeitlichen Marktbefestigung von Beratzhausen mit Mauer und vorgelegtem Graben, darunter die Spuren der zwei abgegangenen Haupttore und mehrerer Türme. | D-3-6936-0113 |      |

### Gemarkung Endorf
| Lage              | Objekt                                                              | Akten-Nr.     | Bild |
| ----------------- | ------------------------------------------------------------------- | ------------- | ---- |
| Endorf (Standort) | Vorgeschichtlicher Bestattungsplatz mit mindestens acht Grabhügeln. | D-3-6937-0008 |      |

### Gemarkung Haag
| Lage            | Objekt                                                                                              | Akten-Nr.     | Bild |
| --------------- | --------------------------------------------------------------------------------------------------- | ------------- | ---- |
| Haag (Standort) | Bestattungsplatz der der Bronzezeit, Hallstatt- und Frühlatènezeit mit Grabhügeln.                  | D-3-6936-0013 |      |
| Haag (Standort) | Mesolithische Freilandstation, spätlatènezeitliche Siedlung, verebnete vorgeschichtliche Grabhügel. | D-3-6936-0014 |      |
| Haag (Standort) | Mesolithische Freilandstation, frühbronzezeitliche Siedlung.                                        | D-3-6937-0017 |      |

### Gemarkung Mausheim
| Lage                | Objekt | Akten-Nr.     | Bild |
| ------------------- | --- | ------------- | ---- |
| Mausheim (Standort) | Mesolithische Freilandstation, neolithische und latènezeitliche Siedlung. | D-3-6836-0042 |      |
| Mausheim (Standort) | Archäologische Befunde im Bereich der mittelalterlichen Burgruine Ehrenfels. | D-3-6836-0043 |      |
| Mausheim (Standort) | Bestattungsplatz der Bronzezeit, Hallstatt- und Frühlatènezeit mit Grabhügeln. | D-3-6836-0044 |      |
| Mausheim (Standort) | Vorgeschichtlicher Bestattungsplatz mit Grabhügeln. | D-3-6836-0045 |      |
| Mausheim (Standort) | Siedlung vor- und frühgeschichtlicher Zeitstellung. | D-3-6836-0046 |      |
| Mausheim (Standort) | Archäologische Befunde des Mittelalters und der frühen Neuzeit im Bereich der katholischen Kirche St. Thekla in Mausheim, darunter die Spuren von Vorgängerbauten bzw. älterer Bauphasen. | D-3-6836-0184 |      |
| Mausheim (Standort) | Mesolithische Freilandstation, neolithische Siedlung. | D-3-6836-0250 |      |
| Mausheim (Standort) | Vorgeschichtlicher Bestattungsplatz mit mindestens 18 Grabhügeln und Funden der Hallstattzeit sowie der frühen Latènezeit.                                                                | D-3-6936-0001 |      |
| Mausheim (Standort) | Hiaslhöhle (H17) mit vorgeschichtlichen Funden. | D-3-6936-0006 |      |
| Mausheim (Standort) | Vorgeschichtlicher Bestattungsplatz mit Grabhügeln. | D-3-6936-0042 |      |
| Mausheim (Standort) | Mesolithische Freilandstation. | D-3-6936-0043 |      |
| Mausheim (Standort) | Mesolithische Freilandstation, latènezeitliche Siedlung. | D-3-6936-0119 |      |

### Gemarkung Oberpfraundorf
| Lage                      | Objekt | Akten-Nr.     | Bild |
| ------------------------- | --- | ------------- | ---- |
| Oberpfraundorf (Standort) | Vorgeschichtlicher Bestattungsplatz mit verebneten Grabhügeln. | D-3-6836-0006 |      |
| Oberpfraundorf (Standort) | Mittelalterlicher Burgstall mit der katholischen Kirche St. Helena in Schrotzhofen. | D-3-6836-0007 |      |
| Oberpfraundorf (Standort) | Bestattungsplatz der Bronzezeit, Hallstatt- und Frühlatènezeit mit verebneten Grabhügeln. | D-3-6836-0027 |      |
| Oberpfraundorf (Standort) | Vorgeschichtlicher Bestattungsplatz mit Grabhügeln. | D-3-6837-0009 |      |
| Oberpfraundorf (Standort) | Archäologische Befunde der frühen Neuzeit im Bereich der katholischen Nebenkirche St. Jakob in Unterpfraundorf, darunter die Spuren von Vorgängerbauten bzw. älterer Bauphasen.                                                                                         | D-3-6837-0197 |      |
| Oberpfraundorf (Standort) | Archäologische Befunde und Funde im Bereich der katholischen Pfarr- und ehemaligen Schlosskirche St. Martin in Oberpfraundorf, darunter die Spuren von Vorgängerbauten bzw. älteren Bauphasen der Kirche sowie des abgegangenen Schlosses, zuvor mittelalterliche Burg. | D-3-6837-0199 |      |
| Oberpfraundorf (Standort) | Vorgeschichtlicher Bestattungsplatz. | D-3-6837-0212 |      |

### Gemarkung Rechberg
| Lage                | Objekt | Akten-Nr.     | Bild |
| ------------------- | --- | ------------- | ---- |
| Rechberg (Standort) | Bestattungsplatz der Bronzezeit und Frühlatènezeit mit Grabhügeln. | D-3-6837-0022 |      |
| Rechberg (Standort) | Vorgeschichtlicher Bestattungsplatz mit Grabhügeln. | D-3-6837-0023 |      |
| Rechberg (Standort) | Vorgeschichtlicher Bestattungsplatz mit mindestens vier Grabhügeln. | D-3-6837-0025 |      |
| Rechberg (Standort) | Archäologische Befunde des Mittelalters und der frühen Neuzeit im Bereich der katholischen Wallfahrtskirche Mariä Heimsuchung in Rechberg, darunter die Spuren von Vorgängerbauten bzw. älterer Bauphasen. | D-3-6837-0205 |      |
| Rechberg (Standort) | Vorgeschichtlicher Bestattungsplatz mit Grabhügeln. | D-3-6837-0208 |      |
| Rechberg (Standort) | Vorgeschichtlicher Bestattungsplatz mit Grabhügeln. | D-3-6837-0209 |      |
| Rechberg (Standort) | Vorgeschichtlicher Bestattungsplatz mit Grabhügeln. | D-3-6837-0210 |      |
| Rechberg (Standort) | Vorgeschichtlicher Bestattungsplatz mit Grabhügeln. | D-3-6837-0259 |      |
| Rechberg (Standort) | Paläolithische und mesolithische Freilandstation, vorgeschichtliche Siedlung, historische Richtstätte mit Sonderbestattungsplatz.                                                                          | D-3-6936-0018 |      |
| Rechberg (Standort) | Mesolithische Freilandstation, latènezeitliche Siedlung. | D-3-6937-0018 |      |
| Rechberg (Standort) | Vorgeschichtlicher Bestattungsplatz mit mindestens drei Grabhügeln. | D-3-6937-0019 |      |
| Rechberg (Standort) | Frühneuzeitliche Hofwüstung Zieglstadl. | D-3-6937-0204 |      |

### Gemarkung Schwarzenthonhausen
| Lage                           | Objekt | Akten-Nr.     | Bild                       |
| ------------------------------ | --- | ------------- | -------------------------- |
| Schwarzenthonhausen (Standort) | Vorgeschichtlicher Bestattungsplatz mit mindestens drei Grabhügeln. | D-3-6836-0008 |                            |
| Schwarzenthonhausen (Standort) | Vorgeschichtlicher Bestattungsplatz mit Grabhügeln. | D-3-6836-0009 |                            |
| Schwarzenthonhausen (Standort) | Vorgeschichtlicher Bestattungsplatz mit Grabhügeln. | D-3-6836-0010 |                            |
| Schwarzenthonhausen (Standort) | Vorgeschichtlicher Bestattungsplatz mit Grabhügeln. | D-3-6836-0011 |                            |
| Schwarzenthonhausen (Standort) | Vorgeschichtlicher Bestattungsplatz mit mindestens fünf Grabhügeln und Funden der Bronzezeit, Hallstatt- und Frühlatènezeit.                                                                                | D-3-6836-0012 |                            |
| Schwarzenthonhausen (Standort) | Vorgeschichtlicher Grabhügel. | D-3-6836-0013 |                            |
| Schwarzenthonhausen (Standort) | Mesolithische Freilandstation, metallzeitliche Siedlung. | D-3-6836-0014 |                            |
| Schwarzenthonhausen (Standort) | Vorgeschichtlicher Bestattungsplatz mit verebneten Grabhügeln. | D-3-6836-0016 |                            |
| Schwarzenthonhausen (Standort) | Vorgeschichtlicher Bestattungsplatz mit mindestens 48 Grabhügeln und Funden der Bronzezeit, der Hallstattzeit und der Frühlatènezeit.                                                                       | D-3-6836-0018 |                            |
| Schwarzenthonhausen (Standort) | Zwergenhöhle (F 78) mit vorgeschichtlichen und mittelalterlichen Funden. | D-3-6836-0019 | Bodendenkmal D-3-6836-0019 |
| Schwarzenthonhausen (Standort) | Mesolithische Freilandstation, vorgeschichtliche Siedlung. | D-3-6836-0020 |                            |
| Schwarzenthonhausen (Standort) | Hofwüstung Aichhof. | D-3-6836-0194 |                            |
| Schwarzenthonhausen (Standort) | Archäologische Befunde des Mittelalters und der frühen Neuzeit im Bereich der katholischen Filialkirche St. Katharina in Hardt, darunter die Spuren von Vorgängerbauten bzw. älterer Bauphasen.             | D-3-6836-0196 |                            |
| Schwarzenthonhausen (Standort) | Archäologische Befunde des Mittelalters und der frühen Neuzeit im Bereich der katholischen Filialkirche St. Andreas in Schwarzenthonhausen, darunter die Spuren von Vorgängerbauten bzw. älterer Bauphasen. | D-3-6836-0202 |                            |
| Schwarzenthonhausen (Standort) | Neuzeitliche Hofwüstung. | D-3-6836-0203 |                            |
| Schwarzenthonhausen (Standort) | Ein vorgeschichtlicher Grabhügel. | D-3-6836-0204 |                            |
| Schwarzenthonhausen (Standort) | Vorgeschichtlicher Bestattungsplatz mit verebneten Grabhügeln. | D-3-6836-0251 |                            |
| Schwarzenthonhausen (Standort) | Untertägige Befunde der abgegangenen mittelalterlichen und frühneuzeitlichen Kirche St. Johannes in Ödenbügl.                                                                                               | D-3-6836-0253 |                            |
| Schwarzenthonhausen (Standort) | Vorgeschichtliche Siedlung. | D-3-6836-0256 |                            |